# Akademia Humanitas
Akademia Humanitas – niepubliczna uczelnia, która powstała 23 kwietnia 1997 roku w Sosnowcu pod nazwą Wyższa Szkoła Zarządzania i Marketingu. Jej założycielem był Aleksander Dudek, pełniący funkcję Kanclerza Uczelni. Na mocy decyzji Ministra Edukacji Narodowej szkołę wpisano do Rejestru Uczelni Niepaństwowych pod numerem 110. Uczelnia ma za sobą ponad 25 lat tradycji kształcenia, a jej początki sięgają 1997 roku. WSH była pierwszą niepubliczną szkołą wyższą w Sosnowcu i drugą w Zagłębiu Dąbrowskim.
W 2023 Wyższa Szkoła Humanitas w Sosnowcu oficjalnie zmieniła swoją nazwę na Akademia Humanitas
Humanitas prowadzi studia na poziomie I i II stopnia, studia jednolite magisterskie, studia podyplomowe, dwa seminaria doktorskie oraz studia MBA i EMBA. W ofercie znajduje się także wachlarz szkoleń, jak również szereg propozycji dla najmłodszych oraz ich rodziców, a nawet dziadków. W ramach Humanitas funkcjonują:
- Uniwersytet Dziecięcy posiadający oddziały m.in. w: Sosnowcu, Tychach, Pszczynie, Będzinie, Piekarach Śląskich, Bytomiu, Siewierzu, Porębie, Michałowicach, Godowie i Krzyżanowicach[4],
- Uniwersytet Młodzieżowy[5],
- Moduł UD „Przedszkolak na Uczelni”,
- Uniwersytet Trzeciego Wieku[6].

## Władze uczelni
Lista osób, które pełnią funkcje na uczelni:
- Rektor – dr Mariusz Lekston
- Prorektor ds. nauki - dr hab. Maciej Borski, prof. AH
- Prorektor ds. kształcenia - dr hab. Magdalena Gurdek, prof. AH
- Prorektor ds. rozwoju i współpracy - dr hab. Piotr Oleśniewicz, prof. AH
- Kanclerz – mgr Aleksander Dudek
- Wicekanclerz - mgr Agata Dudek, MBA
- Dziekan Wydziału Nauk Humanistycznych - dr hab. Maciej Borski, prof. WSH
- Dziekan Wydziału Nauk Stosowanych - mgr Ewa Kraus
- Dziekan Wydziału Psychologii  - mgr Marta Adamczyk
- Prodziekan ds. nauki - dr Małgorzata Caban
- Prodziekan ds. jakości kształcenia - dr Bożena Wroniszewska-Drabek
- Prodziekan ds. nauczania – mgr Jolanta Łozińska-Dudek
- Prodziekan ds. współpracy z zagranicą – mgr Maja Chyży-Dudek
- Dyrektor Instytutu Informatyki - dr inż. Tadeusz Topór-Kamiński
- Dyrektor Instytutu Psychologii - dr n. med. Jarosław Szczygieł
- Dyrektor Instytutu Nauk o Bezpieczeństwie - dr Tomasz Miłkowski
- Dyrektor Instytutu Nauk o Zdrowiu - prof. dr hab. Danuta Kokocińska
- Dyrektor Instytutu Nauk Prawnych - dr Aleksander Kwaśniak
- Dyrektor Instytutu Nauk o Zarządzaniu i Jakości - dr hab. inż. Teresa Kupczyk, prof. AH
- Dyrektor Instytutu Pedagogiki - dr hab. Bożena Marzec, prof. AH
- Dyrektor Centrum Awansów Naukowych - dr hab. Magdalena Gurdek, prof. AH
- Dyrektor Biblioteki i Wydawnictwa - dr Małgorzata Caban
- Dyrektor Biura Projektów - mgr Izabela Rusin, MBA
- Dyrektor Biura Rozwoju i Współpracy z Otoczeniem - mgr Ewa Kraus

## Kierunki studiów
- Administracja (studia I i II stopnia),
- Bezpieczeństwo narodowe (studia I stopnia),
- BHP (studia I stopnia inżynierskie),
- Dietetyka (studia I stopnia),
- Elektroradiologia (studia I i II stopnia),
- Informatyka (studia inżynierskie I stopnia),
- Pedagogika przedszkolna i wczesnoszkolna (studia jednolite magisterskie),
- Pedagogika środowiskowa (studia I stopnia),
- Prawo (jednolite magisterskie),
- Psychologia (studia jednolite magisterskie),
- Zarządzanie (studia I i II stopnia)[8],
- Zarządzanie (w językach obcych)

## Wydziały Zamiejscowe w Czechach
Jednym z celów strategicznych Wyższej Szkoły Humanitas jest wielokierunkowy rozwój, w tym poszerzanie zakresu terytorialnego swojej działalności i umiędzynarodowienie Wyższej Szkoły Humanitas zarówno w aspekcie dydaktycznym, jak i naukowo-badawczym. Dlatego też uczelnia w 2014 roku otworzyła zagraniczny Wydział Zamiejscowy w miejscowości Vsetin w Republice Czeskiej, dołączając tym samym do grona zaledwie 7 uczelni w Polsce, mogących poszczycić się swoją jednostką poza granicami Polski. Decyzję pozwalającą na utworzenie czeskiego Wydziału WSH wydał Minister Nauk i Szkolnictwa Wyższego, po uzyskaniu pozytywnej opinii Polskiej Komisji Akredytacyjnej oraz Ministerstwa Spraw Zagranicznych RP.
Wydział Zamiejscowy Wyższej Szkoły Humanitas we Vsetinie utworzony został przez uczelnię w ścisłej współpracy z niepubliczną placówką edukacyjną Szkoła Średnia Kostka (Střední Škola Kostka), działającą na terenie miasta i powiatu Vsetin od 1991 roku. Wydział zlokalizowany jest w nowoczesnym gmachu głównym Szkoły Średniej Kostka, mieszczącym się w centrum miasta i posiadającym zaplecze dydaktyczne m.in. w postaci sal wykładowych, sal ćwiczeniowych, laboratoriów, biblioteki, hali sportowej, sal rekreacyjnych, stołówki, akademika i hotelu asystenckiego.
Władze Wydziału Zamiejscowego:
- dziekan – PaedDr. Karel Kostka, MBA, Ph.D.,
- prodziekan –  mgr Ewa Kraus,
- prodziekan –  doc. PhDr. Vlasta Karásková, CSc.

Na początku 2016 r. Wyższa Szkoła Humanitas w Sosnowcu, decyzją Ministra Nauki i Szkolnictwa Wyższego, otrzymała zgodę na utworzenie drugiego Wydziału Zamiejscowego, tym razem w stolicy Czech – Pradze.

## Działalność naukowa
Szkoła prowadzi liczne badania naukowe, jest także organizatorem krajowych i międzynarodowych konferencji i sympozjów, m.in. takich jak:
- Ogólnopolska Konferencja Naukowa „Problemy konwergencji mediów w Polsce”
- Ogólnopolski "Kongres Praktyków Nauki i Biznesu"
- Tatrzańskie Sympozjum Naukowe „Edukacja Jutra” w Zakopanem
- Konferencja Naukowa „W kręgu idei Jacka Kuronia”
- Konferencja Naukowa „Prawa człowieka – współczesne zjawiska, wyzwania, zagrożenia”
- Cykl Sympozjów Zagłębiowskich
- Międzynarodowa Konferencja Naukowa „Gospodarka – zmiany – zarządzanie”
- Międzynarodowa Konferencja Naukowa „Zarządzanie wiedzą w organizacjach w dobie globalizacji”
- Konferencja naukowa „Wyzwania wobec starzenia się i starości – nauka i praktyka”
- Konferencja naukowa „O pedagogice profesora Bogdana Suchodolskiego. W 110. rocznicę urodzin”
- Ogólnopolskie Sympozjum Dziennikarskie

## Współpraca z otoczeniem społecznym i gospodarczym
Uczelnia na szeroką skalę współpracuje z otoczeniem społeczno-gospodarczym, wspierając przedsiębiorców, organizując zajęcia dla uczniów szkół gimnazjalnych oraz ponadgimnazjalnych, a także inicjując i włączając się w organizację szeregu przedsięwzięć o charakterze naukowym, prospołecznym, kulturalnym, biznesowym, w tym konferencji, sympozjów, spotkań, prelekcji.
Najważniejsze obszary współpracy to:
- współpraca z regionalnymi instytucjami przy realizacji projektów adresowanych do społeczności lokalnej, np. bezpłatne warsztaty świadomego rodzicielstwa w ramach Akademii Rodzinnej Humanitas;
- działalność naukowo-badawcza i wydawnicza dotycząca tematyki zagłębiowskiej w ramach Instytutu Zagłębiowskiego, m.in. organizacja konferencji pt. „Wymiary tożsamości zagłębiowskiej”;
- współpraca z zagłębiowskimi szkołami i placówkami edukacyjnymi poprzez organizację bezpłatnych warsztatów i zajęć akademickich dla młodzieży, m.in. w ramach cyklu „Latający Uniwersytet” i „Misja Magister”;
- inicjowanie i organizacja wydarzeń skierowanych do środowiska samorządowego i biznesowego, m.in. Forum OZE, Forum Przedsiębiorczości w Sosnowcu, Konwent Kobiet Sukcesu, Kongres Praktyków Biznesu;
- angażowanie się w organizację sosnowieckich imprez kulturalnych, m.in. Dni Sosnowca, Juwenaliów Zagłębiowskich, obchodów Światowego Dnia Zdrowia;
- realizacja projektów naukowych i dydaktycznych dla studentów i licealistów przy współpracy z Urzędem Miejskim w Sosnowcu, takich jak: Sosnowiecki Piknik Wiedzy, czy turniej w ramach projektu ECOWAS.

## Zagłębiowska Nagroda „Humanitas”
Od 2006 roku Wyższa Szkoła Humanitas, działając na rzecz umacniania tożsamości Zagłębia Dąbrowskiego, promowania regionalnych osiągnięć oraz integrowania mieszkańców wokół lokalnych wartości, przyznaje unikatową w skali regionu i całego województwa Zagłębiowską Nagrodę „Humanitas”. Stanowi ona wyróżnienie dla osób i instytucji, które swoją działalnością przyczyniają się do promowania Zagłębia, umacniania lokalnej tożsamości, tworzenia fundamentów społeczeństwa obywatelskiego. Zagłębiowska Nagroda „Humanitas” ma charakter honorowy lub promocyjny.

## Nagrody i wyróżnienia
Akademia Humanitas cieszy się opinią jednej z najlepszych uczelni niepublicznych w województwie śląskim. WSH jest zwycięzcą i liderem licznych rankingów, w tym trzy razy z rzędu laureatem 2. miejsca w ogólnopolskim rankingu najlepszych studiów podyplomowych w kraju miesięcznika Forum Samorządowe.
Ponadto kierunki Dziennikarstwo oraz Psychologia zostały nagrodzone w „Konkursie o milion” organizowanym przez Ministerstwo Nauki i Szkolnictwa Wyższego, otrzymując nagrodę w wysokości 1 mln zła za innowacyjne i nowoczesne programy kształcenia.
Kierunki Administracja, Zarządzanie, Filologia angielska oraz Pedagogika otrzymały akredytację Polskiej Komisji Akredytacyjnej.
Pozostałe wybrane nagrody i wyróżnienia:
- II miejsce w Polsce w rankingu najlepsze studia podyplomowe według „Forum Samorządowego” (2013, 2014, 2015)
- Godło „Uczelnia Wyższa Roku” (2014, 2015)
- Dofinansowanie w ramach ministerialnego programu „Maluch na uczelni” (2015)
- IV miejsce w Polsce w rankingu „Dziennika Gazety Prawnej” (2014)
- Tytuł „Uczelnia Przyjazna Rodzicom” (2014)
- Kategoria Naukowa B dla Wydziału Administracji i Zarządzania
- I miejsce w rankingu „Uczelnia Przyjazna Studentom” Dziennika Zachodniego (2012, 2013)
- Certyfikat „Uczelnia Liderów” (2011, 2013)
- Odznaka „Zasłużony dla Miasta Sosnowca” (2023)[15]